# Matthew Jebb
Matthew Hilary Peter Jebb is een Iers botanicus en taxonoom. Hij behaalde zijn graad van Doctor of Philosophy aan de Universiteit van Oxford. Tegenwoordig is hij directeur van de National Botanic Gardens in Glasnevin, Ierland. 

## Onderzoek
Jebb is gespecialiseerd in de myrmecofyte plantengeslachten Anthorrhiza, Hydnophytum, Myrmecodia, Myrmephytum en Squamellaria, alsook in Nepenthes, een geslacht van vleesetende bekerplanten. Hij publiceerde in 1991 de monografie An account of Nepenthes in New Guinea.
Bij zijn onderzoek naar Nepenthes werkt Jebb nauw samen met Martin Cheek. Zij publiceerden in 1997 de monografie A skeletal revision of Nepenthes (Nepenthaceae), met de eerste herziening van het hele geslacht sinds het werk van John Muirhead Macfarlane in 1908. Hun revisie was gebaseerd op het onderzoek dat zij sinds 1984 hadden verricht, waarbij ze zowel herbariumspecimina bestudeerden als wilde exemplaren in Zuidoost-Azië en Madagaskar. In 2001 publiceerden ze een tweede monografie, getiteld Nepenthaceae.
Jebb beschreef een groot aantal Nepenthes-soorten voor het eerst, vaak gezamenlijk met Cheek. Enkele van deze soorten zijn N. argentii, N. aristolochioides, N. danseri, N. diatas, N. lamii, N. mira en N. murudensis. Ook publiceerden Jebb en Cheek N. macrophylla als een volle soort.
- Author citation (botany): Jebb
- International Standard Name Identifier: 0000 0003 9245 8010
- Library of Congress Control Number: no2013096191
- Nederlandse Thesaurus van Auteursnamen: 21781302X
- Système universitaire de documentation: 058653155
- Virtual International Authority File: 286552296
- WorldCat: E39PBJdrKBfffJhCjj4P6R9JjC